# New Demons
New Demons é o quarto álbum de estúdio da banda americana de electronicore I See Stars. Foi lançado em 22 de outubro de 2013 pela Sumerian Records. O primeiro single a ser lançado foi "Violent Bounce", seguido por "Murder Mitten" e a faixa título. A banda tocou a faixa "Ten Thousand Feet" em alguns shows antes do lançamento do álbum. Klayton do Celldweller, Mutrix, e Razihel trabalharam como programadores adicionais em algumas faixas.
Os trabalhos no álbum começaram logo após o lançamento do álbum anterior, Digital Renegade. A faixa "Violent Bounce" foi lançada como o primeiro single e com um lyric video vários meses antes do lançamento do mesmo. A faixa "Murder Mitten" foi escrita pelos irmãos Devin e Andrew Oliver e trata do relacionamento deles com sua mãe, que luta com o alcoolismo. É também a primeira faixa da banda a ter o baterista nos vocais.

## Recepção
| Críticas profissionais | Críticas profissionais |
| Avaliações da crítica  | Avaliações da crítica  |
| Fonte                  | Avaliação              |
| ---------------------- | ---------------------- |
| Alternative Press      | [ 4 ]                  |
| Under the Gun Review   | [ 5 ]                  |

James Shotwell disse antes do lançamento do álbum que "este é sem sombras de dúvidas o melhor álbum da carreira deles."

## Faixas
| N.º | Título                              | Duração |  |
| 1.  | "Initialization Sequence"           | 0:54    |  |
| 2.  | "Ten Thousand Feet"                 | 5:44    |  |
| 3.  | "Follow Your Leader"                | 4:46    |  |
| 4.  | "New Demons"                        | 4:42    |  |
| 5.  | "Violent Bounce (People Like ¥øµ)"  | 4:44    |  |
| 6.  | "Murder Mitten"                     | 5:03    |  |
| 7.  | "We're Not In Kansas Anymore"       | 4:46    |  |
| 8.  | "Judith Rules"                      | 4:12    |  |
| 9.  | "Boris the Animal"                  | 4:03    |  |
| 10. | "Crystal Ball"                      | 3:43    |  |
| 11. | "When I Say Jump, You Say How High" | 3:17    |  |
| 12. | "Who Am I?"                         | 4:28    |  |

## Paradas
| Parada (2013)                    | Melhor posição |
| -------------------------------- | -------------- |
| Billboard 200                    | 28             |
| Billboard Rock Albums            | 10             |
| Billboard Top Digital Albums     | 17             |
| Billboard Top Hard rock Albums   | 5              |
| Billboard Top Independent Albums | 4              |
| Billboard Top Alternative Albums | 6              |

## Músicos
I See Stars
- Devin Oliver – vocais limpos
- Andrew Oliver – bateria, percussão, vocais em "Murder Mitten"
- Jeff Valentine – baixo
- Brent Allen – guitarra solo
- Jimmy Gregerson – guitarra base
- Zach Johnson – vocal gutural, sintetizador, teclado, programação

Equipe técnica
- Joey Sturgis - produção, mixagem, masterização